# Cu brațele încrucișate
„Cu brațele încrucișate” este o nuveletă SF din 1947 a scriitorului american Jack Williamson. Willamson a fost influențat pentru a scrie această povestire de terminarea celui de-al Doilea Război Mondial și de bombardamentele atomice ale orașelor Hiroshima și Nagasaki și de îngrijorarea lui că „unele dintre creațiile tehnologice pe care le-am dezvoltat cu cele mai bune intenții ar putea avea consecințe dezastruoase pe termen lung”.
A apărut pentru prima dată în numărul din iulie 1947 al revistei Astounding Science Fiction, a fost ulterior inclusă în  antologia lui Ben Bova, The Science Fiction Hall of Fame, Volume Two (1973), după ce a fost votată ca fiind una dintre cele mai bune povestiri până în 1965. A fost prima dintre numeroasele povestiri publicate înAstounding  care au fost adaptate pentru serialul radio NBC, Dimensiunea X.
Povestirea a fost rescrisă ca roman, cu un cadru și un inventator diferit. Acest roman a fost publicat în foileton tot în Astounding (în numerele din martie, aprilie și mai 1948), sub denumirea ...And Searching Mind și publicat în volum ca The Humanoids (1948). Williamson a scris o continuare, The Humanoid Touch, care a apărut în 1980. 

## Rezumat
Underhill, un vânzător de „mecanici” (roboți negânditori, care îndeplinesc sarcini din meniu) în micul oraș Two Rivers, este uluit să găsească magazinul unui concurent în drum spre casă. Concurenții nu sunt oameni, ci sunt mici roboți negri care par mai avansați decât orice a întâlnit Underhill înainte. Se descriu ca fiind „Umanoizi” - „Roboți perfecți. Pentru a servi, asculta și pentru siguranța deplină a oamenilor” 
Deranjat de acest lucru, Underhill se grăbește spre casă pentru a descoperi că soția sa are un nou chiriaș, un bătrân misterios pe nume Sledge. În cursul zilei următoare, noii roboți au apărut peste tot în oraș. Aceștia afirmă că respectă doar Prima Directivă: „Pentru a servi, a asculta și pentru deplina siguranță a oamenilor.” Oferindu-și serviciile lor gratuit, înlocuiesc oamenii ca ofițeri de poliție, comercianți ai băncilor și multe altele și, în cele din urmă, îl scot și pe Underhill din afaceri. În ciuda aspectului și misiunii binefăcătoare a Umanoizilor, Underhill realizează curând că, în numele Primei lor Directivei, roboții noi au preluat în esență toate aspectele vieții umane. Niciun om nu se poate implica în niciun comportament care îl poate pune în pericol și fiecare acțiune umană este atent examinată. Sinuciderea este interzisă. Oamenii care nu sunt de acord cu Prima Directivă sunt duși și lobotomizați, astfel încât să poată trăi fericiți sub conducerea Umanoizilor. 
Underhill află că Sledge este creatorul Umanoizilor și se ascunde de ei. Sledge îi explică că 60 de ani mai devreme descoperise forța „rodomagneticii” pe planeta Wing IV și că descoperirea lui a dus la un război care i-a distrus planeta. În suferința sa, Sledge a conceput Umanoizii pentru a ajuta umanitatea și pentru ca oamenii să nu mai fie exploatați de semenii lor. Totuși, în cele din urmă, Sledge și-a dat seama că au preluat în schimb controlul umanității, în numele Primei Directive, aceea de a face oamenii fericiți. 
Umanoizii se răspândesc de pe planeta Wing IV în galaxie, pe fiecare planetă locuită de oameni pentru a pune în aplicare Prima lor Directivă. Sledge și Underhill încearcă să oprească umanoizii, cu un fascicul rodomagnetic trimis către Centrala roboților de pe Wing IV, dar nu reușesc. Umanoizii îl prind și-l duc pe Sledge ca să fie lobotomizat. Revine fără amintirea vieții sale anterioare, afirmând că acum este fericit sub grija Umanoizilor. Underhill este condus acasă de umanoizi, unde stă „cu brațele încrucișate”, deoarece nu mai rămâne nimic de făcut.

## Traducere
În limba română a fost tradusă de Emanuel Huțanu sub titlul „Cu brațele încrucișate” și publicată ca ultima povestire în numărul 3 din decembrie 2007 al revistei Sci-Fi Magazin.

## Vezi și
- 1947 în științifico-fantastic